# Dancing on the Ceiling
Dancing on the Ceiling jest trzecim albumem Lionela Richiego, który został wydany w lipcu 1986 roku.

## Lista utworów

### 1986
1. "Dancing on the Ceiling" (Mike Frenchik, Richie, Carlos Rios) – 4:35
2. "Se La" (Greg Phillinganes, Richie) – 5:51
3. "Ballerina Girl" (Richie) – 3:38
4. "Don’t Stop" (John Barnes, Richie) – 8:07
5. "Deep River Woman" (Richie) – 4:39
6. "Love Will Conquer All" (Phillinganes, Richie, Cynthia Weil) – 5:43
7. "Tonight Will Be Alright" (Richie) – 5:10
8. "Say You, Say Me" (Richie) – 4:03
9. "Night Train (Smooth Alligator)" (Walter Afanasieff, Jeffrey Cohen, Preston Glass, Narada Michael Walden) – 4:58

### 2003
W 2003 roku została wydana specjalna edycja albumu (długość 1:18:38). Dołączono do niego nowo brzmiące (12-inch mix) wersje czterech utworów. 
1. "Dancing on the Ceiling" (Mike Frenchik, Richie, Carlos Rios) – 4:35
2. "Se La" (Greg Phillinganes, Richie) – 5:51
3. "Ballerina Girl" (Richie) – 3:38
4. "Don’t Stop" (John Barnes, Richie) – 8:07
5. "Deep River Woman" (Richie) – 4:39
6. "Love Will Conquer All" (Phillinganges, Richie, Cynthia Weil) – 5:43
7. "Tonight Will Be Alright" (Richie) – 5:10
8. "Say You Say Me" (Richie) – 4:03
9. "Night Train (Smooth Alligator)" (Walter Afanasieff, Jeffrey Cohen, Preston Glass, Narada Michael Walden) – 4:58
10. "Dancing on the Ceiling" – 7:10
11. "Se La" – 8:12
12. "Don’t Stop" – 9:40
13. "Love Will Conquer All" – 7:10